# Nagymágocs, Csongrád
Nagymágocs  este un sat în districtul Szentes, județul Csongrád, Ungaria, având o populație de 3.211 locuitori (2011). 

## Demografie
Componența etnică a satului Nagymágocs
     Maghiari (98,81%)
     Necunoscut (0,21%)
     Alții (0,98%)
Componența confesională a satului Nagymágocs
     Fără religie (43,57%)
     Romano-catolici (29,93%)
     Reformați (6,14%)
     Luterani (1,18%)
     Necunoscută (18,65%)
     Alte religii (0,62%)
Conform recensământului din 2011, satul Nagymágocs avea 3.211 locuitori. Din punct de vedere etnic, majoritatea locuitorilor (98,81%) erau maghiari. Apartenența etnică nu este cunoscută în cazul a 0,21% din locuitori. Nu există o religie majoritară, locuitorii fiind persoane fără religie (43,57%), romano-catolici (29,93%), reformați (6,14%) și luterani (1,18%). Pentru 18,65% din locuitori nu este cunoscută apartenența confesională.